# Parafia Podwyższenia Krzyża Świętego w Katowicach

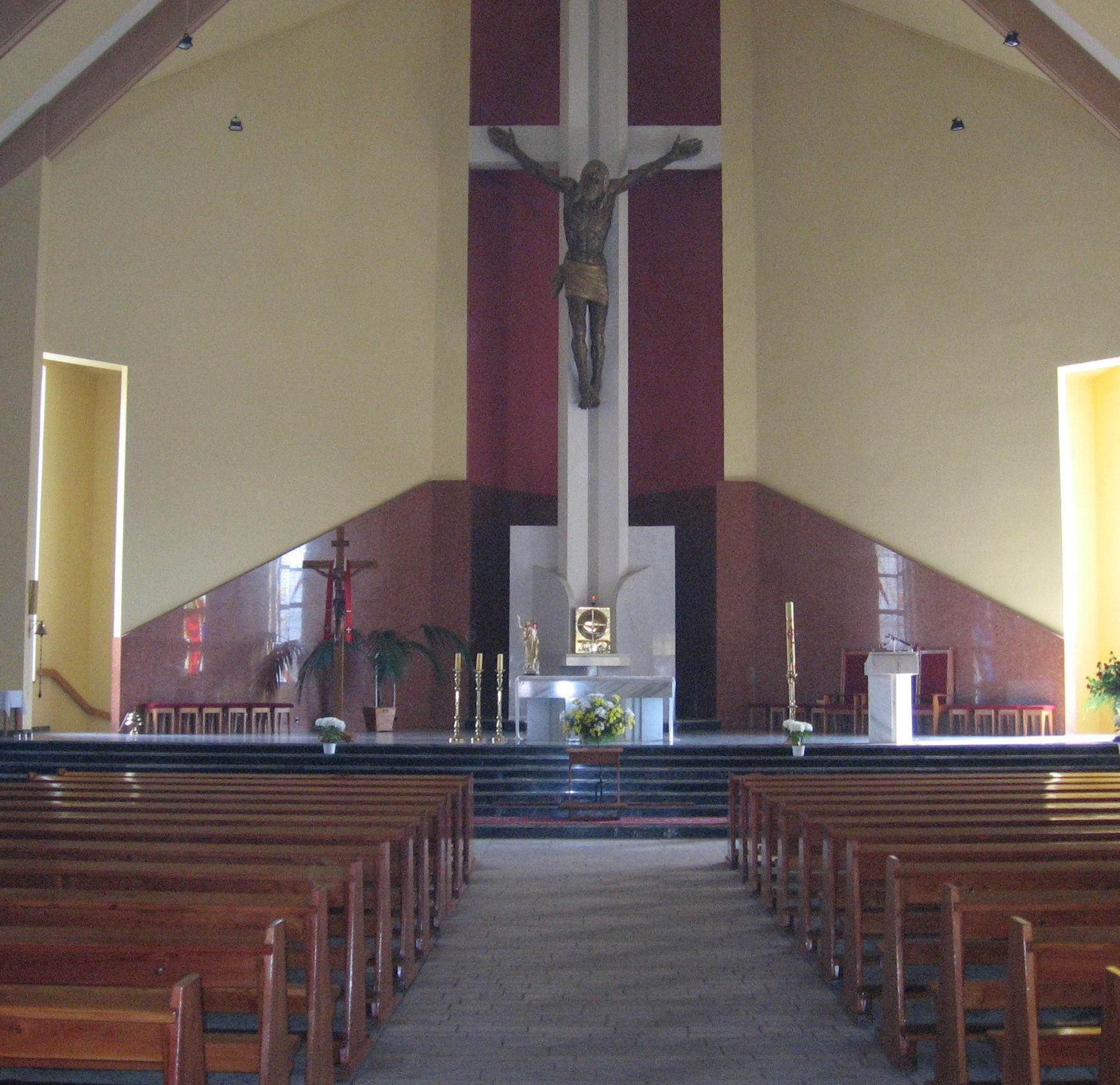
Wnętrze kościoła

Parafia Podwyższenia Krzyża Świętego w Brynowie – rzymskokatolicka parafia w katowickiej dzielnicy Brynów.

## Historia
Mieszkańcy nowego osiedla powstałego przy kopalni "Wujek" w Katowicach korzystali z opieki duszpasterskiej w dwóch kościołach: w zabytkowym, drewnianym kościele św. Michała Archanioła  w Parku Kościuszki oraz w kościele św. Apostołów Piotra i Pawła przy ulicy Mikołowskiej w Katowicach. Znaczną większość mieszkańców osiedla stanowi ludność napływowa z całej Polski, przybyła tu w poszukiwaniu pracy i mieszkania. Wyrwani ze swoich środowisk nie zawsze potrafili się znaleźć w nowej rzeczywistości, zwłaszcza, gdy chodzi o praktyki religijne. Nikt z mieszkańców osiedla nie zwrócił się z prośbą do władz kościelnych lub administracyjnych o zezwolenie na budowę nowego kościoła w tym rejonie Katowic.
Dopiero po tragicznych wydarzeniach na kopalni "Wujek" 16 grudnia 1981 r., gdzie zamordowano 9 górników, na miejscu zbrodni wzniesiono drewniany krzyż (jedyny w tej okolicy). Ówczesny biskup ordynariusz Herbert Bednorz wystąpił z inicjatywą wybudowania kościoła-pomnika tragicznie zmarłych górników, na co uzyskał zgodę ówczesnego wojewody katowickiego gen. Romana Paszkowskiego. Tak więc drewniany krzyż przy kopalni "Wujek" zainspirował budowę nowego kościoła oraz równolegle z nim tworzenie nowej wspólnoty parafialnej. 3 grudnia 1982 r. biskup poświęcił tymczasową, barakową kaplicę przy ul. Pięknej pw. Matki Boskiej Bolesnej, zaś 1 maja 1983 erygował nowa parafię pw. Podwyższenia Krzyża Św. w Katowicach-Brynowie.
Po zatwierdzeniu projektu architektonicznego i przewłaszczeniu terenu, zimą 1984 rozpoczęto wykopy pod fundament nowej świątyni. Projektantami kościoła są architekci: Jerzy Kubica, Jacek Machnikowski oraz konstruktor Bronisław Sadowski z Katowic. Funkcję kierownika budowy od początku do jej zakończenia pełnił społecznie mgr inż. Stanisław Janicki z Koszutki. 16 grudnia 1986 roku w 5. rocznicą tragedii „Wujka” biskup Damian Zimoń dokonał aktu wmurowania kamienia węgielnego we wznoszące się ściany nowego kościoła. Trzy lata później, tj. 16 grudnia 1989, została oddana do użytku kaplica w dolnej części budującego się kościoła.
Odtąd w podziemiach kościoła odprawiano codziennie nabożeństwa i prowadzono katechizację dzieci i młodzieży. 14 grudnia 1991 biskup Damian Zimoń konsekrował kościół. W uroczystości wzięli udział poza duchowieństwem przedstawiciele władz państwowych: premier Jan Krzysztof Bielecki, wojewoda katowicki Wojciech Czech, prezydent Miasta Katowice J. Śmiałek, senatorowie i posłowie Ziemi Śląskiej, przedstawiciele władz wojskowych i szkolnych, poczty sztandarowe różnych organizacji społecznych i politycznych. Nazajutrz, to jest w niedzielę 15 grudnia, odbyły się uroczystości ku czci poległych górników w 10. rocznicą ich tragicznej śmierci. Uroczystej mszy św. w nowo poświęconym kościele przewodniczył nuncjusz apostolski abp Józef Kowalczyk. Na uroczystości przybył także prezydent RP Lech Wałęsa, który po mszy św. odsłonił Pomnik-Krzyż przy kopalni "Wujek".

## Proboszczowie
- ks. Kazimierz Fyrla 1982-2007, budowniczy kościoła
- ks. Ireneusz Tatura 2007, nadal